# Tang'ao
Tang'ao (kinesiska: 塘坳) är en tidigare socken i sydvästra Kina. Den låg i storstadsområdet Chongqingomkring 250 kilometer sydost om det centrala stadsdistriktet Yuzhong. Antalet invånare vid folkräkningen 2010 var 8 214. Befolkningen bestod av 3 965 kvinnor och 4 249 män. Barn under 15 år utgör 27,0 %, vuxna 15-64 år 60 %, och äldre över 65 år 12,0 %.
I juni 2011 slogs socknen ihop med Qingxichang köping (numera stadsdelsdistrikt).